# Список колониальных губернаторов в 1700 году
См. также:
- Список религиозных лидеров в 1700 году
- Список глав государств в 1700 году

## Англия
- Тринадцать колоний
  - Колония Род-Айленд и плантация Провиденс -
  - Колония Коннектикут — Фитц-Джон Уинторп (1698—1707)
  - Провинция Нью-Хэмпшир — Уильям Партридж (1699—1702)
  - Королевская колония Массачусетс Бэй — Ричард Кут (1699—1700) / Уильям Стаутон (1694—1699 / 1700—1701)
  - Провинция Нью-Джерси — Андрю Гамильтон (1699—1702)
  - Провинция Нью-Йорк — Ричард Кут (Earl of Bellomont) (1698—1701)
  - Провинция Мэриленд — Полковник Натаниэль Блэкистон, (1698/99 — 1702)
  - Провинция Северная Каролина — Хендерсон Уолкер (1699—1703)
  - Провинция Южная Каролина — Джозеф Блэйк (1696—1700) / Джеймс Мур (1700—1702)
  - Колония Вирджиния — Фрэнсис Николсон (1698—1705)

## Испания
- Неаполитанское королевство — Луис Франсиско де ла Серда вице-король Неаполя в 1696-1702 гг.
- Вице-королевство Новая Испания — Хосе Сармьенто де Вайядарес вице-король Новой Испании в 1696-1701 гг.
- Генерал-капитанство Чили — Томас Мартин де Поведа, Губернатор Чили[исп.] в 1692-1700 гг, и Фабрицио Ибаньес Перальта, Губернатор Чили в 1700-1709 гг.
- Вице-королевство Перу — Мельчор Портокарреро, 3-й граф де Монклова. вице-король Перу в 1689-1705 гг.
- Генерал-капитанство Филиппины — Фаусто Крусат-и-Гонгора, генерал-губернатор Филиппин в 1690-1701 гг.
- Генерал-капитанство Юкатан — Мартин де Урсуа и Арисменди Губернатор и капитан-генерал Юкатана[исп.] в 1699-1703 гг.
- Генерал-капитанство Куба — Диего де Кордоба Лассо де ла Вега генерал-капитан Кубы в 1697—1702 гг.

## Османская империя
- Абхазия — Джигетши I, князь (1700—1730)

## Португалия
- Португальская Гвинея — Сантуш Видигал Каштанью, Капитан-майор Кашеу (1694-1706 гг.)
- Португальская Индия — Антонью Луиш Коутинью да Камара  (порт.), Вице-король и Губернатор 1697-1701 гг.
- Бразилия — Жуан де Ленкастре (порт.), Генерал-губернатор Бразилии[порт.] 1694-1702 гг.
- Португальская Западная Африка — Луиш Сезар де Менезиш, Губернатор и Капитан-Генерал[порт.] (1697—1701)
- Макао — Губернатор Макао:
  1. Педро Ваз де Сикейра, губернатор Макао (1698—1700)
  2. Диого де Мелу Сампайу, губернатор Макао (1700—1702)
- Португальский Тимор — Домингуш да Кошта  (порт.), Капитан-Майор[порт.] (1697-1702 гг.)